# Puerto de Constanza
Puerto de Constanza (en rumano: Portul Constanța) es el puerto marítimo de la ciudad de Constanza, en Rumania. Está en la costa occidental del Mar Negro, a 179 millas náuticas (332 kilómetros) del estrecho del Bósforo y a 85 millas náuticas (157 km) de la ciudad de Sulina, a través del cual el río Danubio desemboca en el mar. Una de sus características es su conexión con el río Danubio a través del canal Danubio - Mar Negro. El puerto de Constanza es el más grande y de mayor profundidad del Mar Negro y uno de los más importantes de Europa.
Abarca 3.926 hectáreas (9.700 acres), de los cuales 1.313 hectáreas (3.240 acres) son tierra y el resto, 2.613 hectáreas (6.460 acres), es agua. Los dos espigones situados hacia el norte y hacia el sur protegen el puerto, creando las condiciones más seguras para la actividad portuaria. La longitud actual de la escollera norte es 8.344 metros y la escollera sur es 5.560 metros.
Los dos puertos satélites, Midia y Mangalia, ubicados no lejos del puerto de Constanța, forman parte del sistema portuario marítimo rumano bajo la coordinación de la Administración de Puertos Marítimos SA. Durante 2019, el puerto hizo un record de desembarcar  66.6 millones de toneladas.